# Si (nota)
Il si è una nota musicale della scala diatonica fondamentale (l'unica scala priva di diesis e di bemolle nei suoi diversi sette modi). In particolare è la settima nota (la sensibile) della scala maggiore di Do, ma anche la seconda nota della scala minore di La ed in generale è presente in tutti i 7 modi della scala diatonica fondamentale. Nel temperamento equabile la frequenza del si della 3ª ottava (quella che comincia dal do centrale e che si scrive sulla terza linea della chiave di violino) è di circa 494 Hz.

## Nome
Nella notazione alfabetica in uso nei Paesi di lingua inglese (Stati Uniti d'America, Regno Unito, Canada e Irlanda) il si corrisponde alla nota B, mentre il si♭ è rappresentato come B-flat (o B♭). In quelli di lingua tedesca, Polonia e Scandinavia, invece, con B si indica il si♭, mentre la nota posta un semitono sotto il do è denominata H; ciò permette di realizzare temi basati su sequenze alfabetiche altrimenti impossibili, come il Tema BACH.
Il nome "si" nacque dalle iniziali delle parole Sancte Johannes presenti nell'Inno di San Giovanni e l'adozione di questa nota fu proposta nel 1482 da Bartolomé Ramos de Pareja nel trattato Musica practica.

## Scale

### Scale tonali
- Si maggiore: si do♯ re♯ mi fa♯ sol♯ la♯
- Si minore (naturale): si do♯ re mi fa♯ sol la
- Si minore armonica: si do♯ re mi fa♯ sol la♯
- Si minore melodica ascendente: si do♯ re mi fa♯ sol♯ la♯
- Si minore melodica discendente: si la sol fa♯ mi re do♯

### Scale modali
- Si ionico: si do♯ re♯ mi fa♯ sol♯ la♯
- Si dorico: si do♯ re mi fa♯ sol♯ la
- Si frigio: si do re mi fa♯ sol la
- Si lidio: si do♯ re♯ mi♯ fa♯ sol♯ la♯
- Si misolidio: si do♯ re♯ mi fa♯ sol♯ la
- Si eolio: si do♯ re mi fa♯ sol la
- Si locrio: si do re mi fa sol la

### Scale melodiche minori jazz
- Si minore melodica jazz ascendente: si do♯ re mi fa♯ sol♯ la♯
- Si dorico ♭2: si do re mi fa♯ sol♯ la
- Si lidio aumentata: si do♯ re♯ mi♯ fa× sol♯ la♯
- Si lidio di dominante: si do♯ re♯ mi♯ fa♯ sol♯ la
- Si misolidio ♭6: si do♯ re♯ mi fa♯ sol la
- Si locrio ♮2: si do♯ re mi fa sol la
- Si alterato: si do re mi♭ fa sol la